# オクチャーブリスカヤ駅 (環状線)
座標: 北緯55度43分46秒 東経37度36分40秒 / 北緯55.72944度 東経37.61111度
オクチャーブリスカヤ駅（オクチャーブリスカヤえき、ロシア語: Октябрьская）は、モスクワ地下鉄5号線環状線の駅。また、環状線のオクチャーブリスカヤ駅はカルーシュスコ＝リーシュスカヤ線ともつながっており、そのため環状線の駅の方をカルーシュスコ＝リーシュスカヤ線の駅と区別するためにオクチャーブリスカヤ・環状線駅と呼ぶこともある。

## 歴史
1950年1月1日、環状線（パールク・クリトゥールイ駅 - クールスカヤ駅 間）の開通とともに、カルージュスカヤ駅（ロシア語: Калужская）として開業。1961年6月6日に現駅名に改称した。

## 装飾
駅の内装はアーチで覆われており、ソ連陸軍戦士を象ったメダル型装飾が為されている。また、換気窓の格子はアルミニウムを酸化させて金色に輝かせている。壁面はタイルであり、金鍍金が為されている。駅中央広間の端には金属製の門があり、その奥の壁は青に塗られている。この門は平和な生活を象徴している。床は灰色および赤色の花崗岩で覆われており、中央広間周辺では明暗入混じった模様となっている。
外装はトランペットが描かれていたが、1989年の改修時にランプに取って代わられた。しかし、依然としてエスカレーター周辺等ではソビエト連邦軍の武具や繁栄の象徴としての女性が象られたままである。

## 乗り換え
- オクチャーブリスカヤ駅（モスクワ地下鉄6号線カルーシュスコ＝リーシュスカヤ線）